# 恰內區

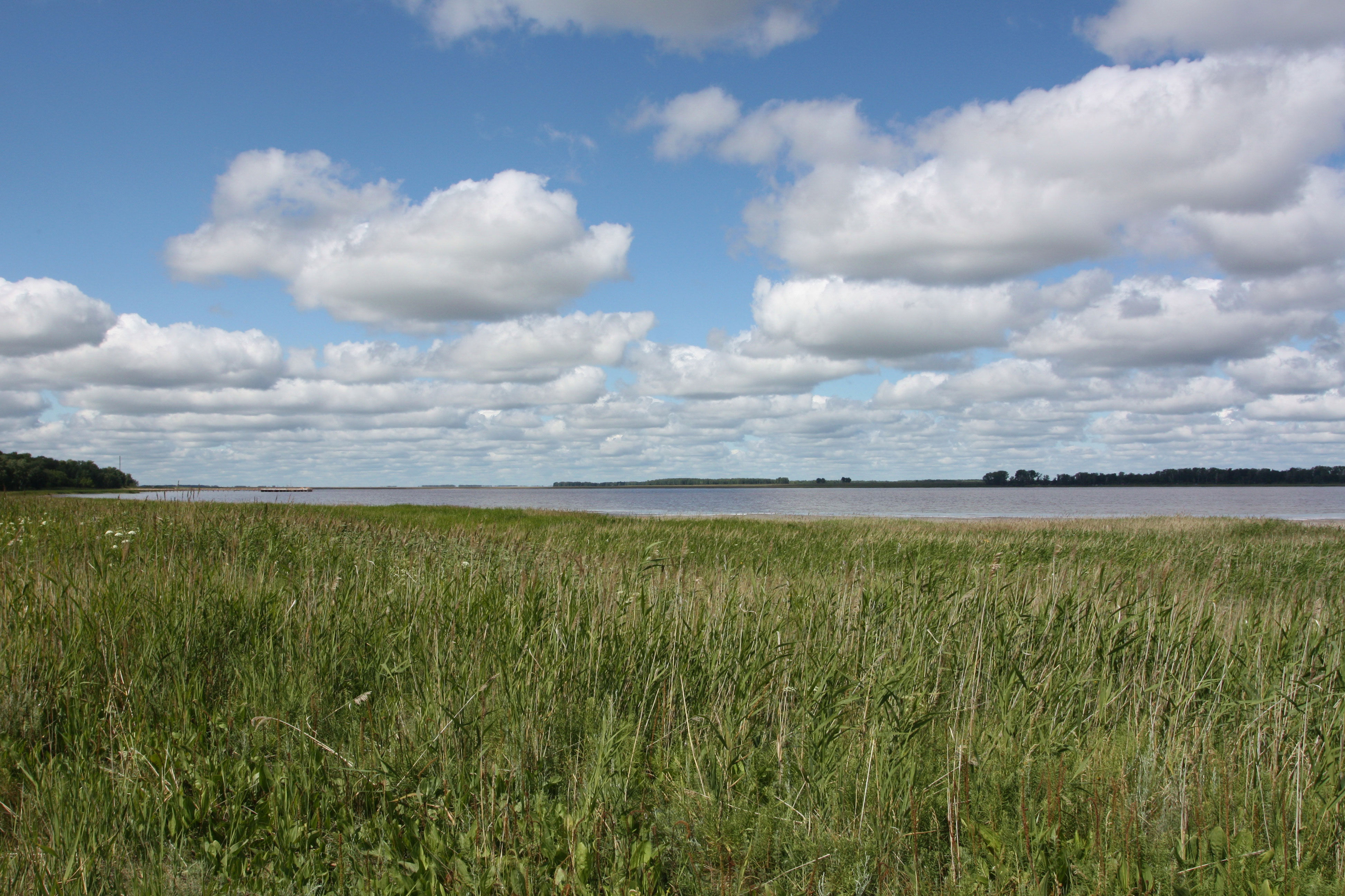

55°19′N 76°45′E / 55.317°N 76.750°E
恰內區（俄语：Чановский район），是俄羅斯的一個區，位於該國南部，由新西伯利亞州負責管轄，面積5,515平方公里，2010年人口25,523，人口密度每平方公里4.63人。